# Jami Attenberg
Jami Attenberg (Arlington Heights, 1° novembre 1971) è una scrittrice statunitense.

## Biografia
Figlia di un commesso viaggiatore, è cresciuta a Buffalo Grove, Illinois e si è laureata in Lettere alla Johns Hopkins University nel 1993.
Dopo aver lavorato per la HBO dal 2000 al 2003, ha deciso di dedicarsi alla scrittura, inizialmente affiancando tale attività a lavori temporanei quali commessa di libreria.
Dal 2016 risiede stabilmente a New Orleans.

## Carriera letteraria
Ha esordito nel 2006 con la raccolta di racconti Instant Love, a cui hanno fatto seguito i romanzi The Kept Man (2008) e The Melting Season (2010).
La svolta nella carriera dell'autrice è giunta nel 2012 con il suo terzo romanzo I Middlestein, incentrato sulla crisi di una famiglia di origine ebraica, entrato nella New York Times Best Seller List.
Nel 2015 Attenberg ha pubblicato il suo quarto romanzo, Santa Mazie, diario immaginario di Mazie Gordon-Phillips, vissuta a New York durante l'Età del jazz, a cui hanno fatto seguito Da grande (2017), tradotto e pubblicato in Francia, Italia, Germania, Olanda; Tutto questo potrebbe essere tuo (2019) e A Reason to See You Again (2024).
Ha inoltre pubblicato il memoir I Came All This Way to Meet You: Writing Myself Home (2022) e la guida 1000 Words: A Writer's Guide to Staying Creative, Focused, and Productive All Year Round (2024).

## Opere

### Racconti
- Instant Love (2006).

### Romanzi
- The Kept Man (2007).
- The Melting Season (2010).
- I Middlestein, Giuntina, Firenze, 2014 ISBN 9788880575399 (The Middlesteins, 2012 - trad. R. Volponi).
- Santa Mazie, Giuntina, Firenze, 2016 ISBN 9788880576365 (Saint Mazie, 2015 - trad. P. Buscaglione Candela).
- Da grande, Giuntina, Firenze, 2018 ISBN 9788880577478 (All Grown Up, 2017 - trad. Viola Di Grado).
- Tutto questo potrebbe essere tuo, Giulio Einaudi Editore, Torino, 2021 ISBN 9788806247553 (All This Could Be Yours, 2019 - trad. Cristiana Mennella).
- A Reason to See You Again (2024).

### Memorie
- I Came All This Way to Meet You: Writing Myself Home (2022).

### Saggistica
- 1000 Words: A Writer's Guide to Staying Creative, Focused, and Productive All Year Round (2024).